# Milicias Nacionales Revolucionarias
Las Milicias Nacionales Revolucionarias, (MNR) son una organización paramilitar creada el 26 de octubre de 1959 en Cuba con el objetivo de defender a la isla de las amenazas de agresión militar provenientes de Estados Unidos, para la protección de objetivos civiles en territorio cubano y para neutralizar a grupos disidentes internos.

## Historia
Las Milicias Nacionales Revolucionarias' (MNR) fueron constituidas por Fidel Castro el 26 de octubre de 1959, con el objetivo de ser un brazo armado civil que defendería el nuevo sistema y el proceso de cambios, así como la protección del país en caso de una invasión extranjera. El antecedente inmediato de este cuerpo, fueron Los Malagones, una milicia que protegía a los trabajadores de en el Valle de Santo Tomás, donde se encontraba en función la cooperativa Moncada. Estos combatieron y capturaron al grupo rebelde del Cabo Luis Lara Crespo.
Las MNR están subordinadas al MINFAR para actuar en defensa del país, organizándose en un principio por sectores sociales: milicias obreras, campesinas, y estudiantiles. Estos destacamentos recibían clases de infantería, arme y desarme, además de vigilar en los centros de trabajo y objetivos priorizados. Para marzo de 1960, a menos de cinco meses de creadas las MNR, aproximadamente medio millón de hombres y mujeres estaban organizados en sus filas.

### Invasión de Playa Girón
Durante inicios de los años 1960, las tensiones entre los Estados Unidos y Cuba aumentaron, llegando a su clímax durante la invasión de Bahía de Cochinos. Las MNR actuaron de manera activa durante el desembarco, resistiendo al asalto y sufriendo importantes bajas. Después se desarrolló la ofensiva ininterrumpida por todas las vías de acceso a la cabeza de playa ocupada por los invasores. Los miembros de las MNR constituyeron la mayoría de las tropas de infantería y la totalidad de las dotaciones de las baterías de artillería terrestre y antiaérea que participaron en la batalla. Junto a las columnas especiales de combate, las dotaciones de tanques y el batallón de la PNR, cuyos combatientes provenían del Ejército, sufriendo la mayoría de las bajas (cerca de 2,000 milicianos muertos y heridos)

### Otros actos

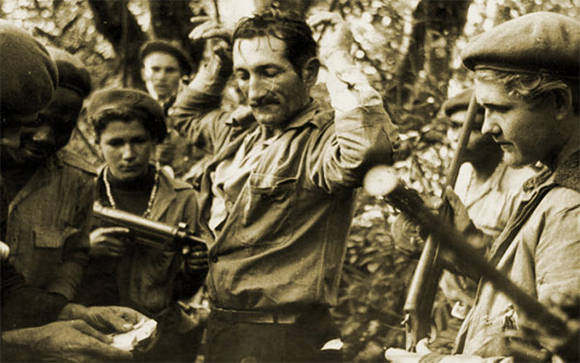
Milicianos castristas con un rebelde capturado durante la Limpia del Escambray.

Combatieron la Rebelión del Escambray. El 10 de septiembre de 1961 durante la procesión de la Patrona de Cuba, la Santísima Virgen de la Caridad del Cobre, milicianos atacaron a los manifestantes con palos y tiros, resultando muerto el joven católico Arnaldo Socorro. Ese mismo año las milicias dispararon contra la embajada de Uruguay, hiriendo a un asilado político.